# 莱维尼亚克
莱维尼亚克（法語：Lévignac，法語發音：[leviɲak]）是法国上加龙省的一个市镇，属于图卢兹区。

## 地理
莱维尼亚克（43°39'57"N, 1°11'40"E）面积12.22 平方千米，位于法国奧克西塔尼大區上加龙省，该省份为法国西南部内陆省份，西南端与西班牙接壤，自此顺时针与上比利牛斯省、热尔省、塔恩-加龙省、塔恩省、奥德省和阿列日省接壤。
与莱维尼亚克接壤的市镇（或旧市镇、城区）包括：萨沃河畔圣保罗、拉塞尔-普拉代尔、勒卡斯泰拉、芒维尔、萨沃河畔蒙泰居、皮布拉克、蒙东维尔、多克斯。

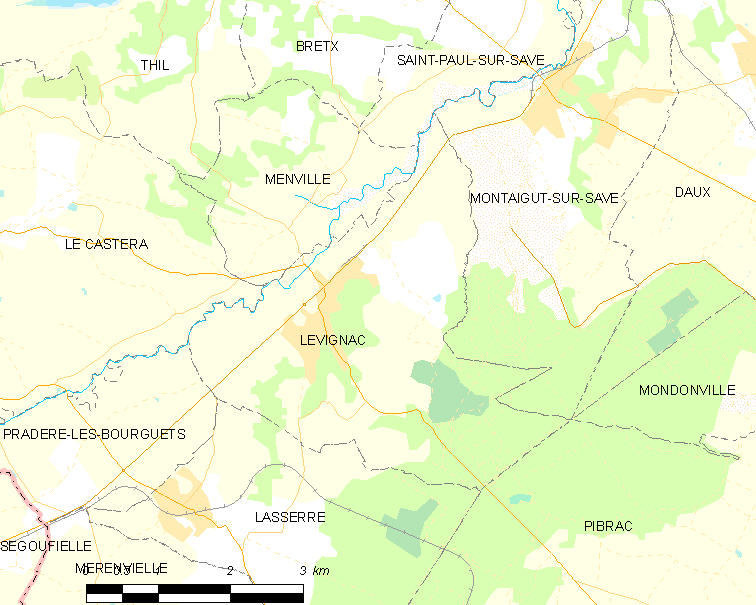
莱维尼亚克的OSM定位图

莱维尼亚克的时区为UTC+01:00、UTC+02:00（夏令时）。

## 行政
莱维尼亚克的邮政编码为31530，INSEE市镇编码为31297。

## 政治
莱维尼亚克所属的省级选区为莱格万县。

## 人口

1962-2008年间莱维尼亚克人口变化图示

莱维尼亚克于2022年1月1日时的人口数量为2206人。